# Schlacht von Knocknanauss
Die Schlacht von Knocknanauss (englisch Battle of Knocknanauss, irisch Cath Chnoc na nOs) fand während der Irischen Konföderationskriege am 13. November 1647 zwischen der Armee der Konföderation Irland und der englischen Parlamentarier-Armee im Süden Irlands statt.
Im Sommer 1647 überfiel Murrough O’Brien, 6. Baron Inchiquin, Kommandant der englisch-parlamentarischen Armee in Cork, das konföderierte Gebiet in Munster und hinterließ niedergebrannte Orte, Häuser und Felder, was ihm den Spitznamen Murchadh na doiteann (Murrough der Brandstifter) einbrachte. Bei diesem Kriegszug eroberte O’Brien auch den Rock of Cashel, zur damaligen Zeit ein wichtiges religiöses Symbol der Iren. Bei der Eroberung ließ O’Brien die dortige Garnison und den katholischen Klerus massakrieren.
Die konföderierte Munster-Armee war wegen interner Querelen zunächst nicht in der Lage, O’Briens Armee zu stoppen – insbesondere die Frage, ob die Konföderation ein Bündnis mit den englischen Royalisten eingehen sollte, spaltete sie. Erst nach dem Fall des Rock of Cashel und nachdem wegen des Niederbrennens der Felder kaum noch Nahrungsmittel vorhanden waren, wurde Donagh MacCarthy als Kommandant der Munster-Armee durch Theobald Taaffe, 2. Viscount Taaffe ersetzt, der den Auftrag erhielt O’Brien zu bekämpfen.
Taaffe war ein englischer Katholik und besaß nur wenig Erfahrung als Soldat. Er hatte zwar eine exzellente Truppe von Veteranen unter Alasdair MacColla als Unterstützung, ein Großteil seiner Soldaten waren aber ebenfalls unerfahren. Auch die irischen Truppen waren durch den Streit über die Allianz mit den Royalisten demoralisiert und viele waren Taaffe gegenüber nicht loyal. Die englischen Truppen hingegen, die von O’Brien bereits seit 1642 kommandiert wurden, waren kampferprobt und gut trainiert. Bei Knocknanauss (nahe dem Ort Mallow im County Cork) trafen beide Armeen am 13. November 1647 aufeinander.
Die folgende Schlacht war eigentlich ein unkoordiniertes Angreifen der irischen Truppen. Taafe positionierte seine Männer in zwei Abteilungen auf verschiedenen Seiten eines Hügels, sodass sich beide nicht mehr sehen konnten. Das Resultat war, dass ein Flügel der konföderierten Armee nicht wusste, was der andere tat. MacColla’s Männer jagten die parlamentarischen Soldaten und töteten eine große Anzahl von ihnen. In dem Gedanken, dass die Schlacht gewonnen sei, begannen sie den parlamentarischen Begleitzug zu plündern. Beim anderen Flügel hingegen hatte O’Briens Kavallerie die irischen Reiter in die Flucht geschlagen und Taaffe konnte nicht verhindern, dass die irischen Fußsoldaten ebenfalls flüchteten – viele von ihnen wurden bei der Flucht getötet. MacColla begriff erst, dass die Schlacht noch nicht vorbei war, als er von parlamentarischen Truppen umrundet war. Auch ein Großteil seiner Armee wurde daraufhin getötet. Ca. 3.000 irische Soldaten verloren bei dieser Schlacht ihr Leben.